# Menahem Golan
Menahem Golan (en hebreo מנחם גולן) (Tiberíades, 31 de mayo de 1929 - Jaffa, 8 de agosto de 2014) fue un director y productor de cine israelí.
Junto con su primo Yoram Globus, fue copropietario de la compañía cinematográfica estadounidense Cannon Films desde 1979 hasta 1989.

## Biografía

### Trayectoria en Israel
Nació en Tiberíades, Mandato británico de Palestina, en el seno de una familia de emigrantes judíos originarios de Polonia. Su primer nombre fue Menahem Globus, aunque cuando era joven se cambió el apellido a Golan. Durante la guerra árabe-israelí de 1948 sirvió como piloto de la Fuerza Aérea de Israel y cuando el conflicto terminó se marchó al extranjero para adentrarse en el mundo del espectáculo. 
Estudió arte dramático en la Bristol Old Vic Theatre School y la London Academy of Music and Dramatic Art de Reino Unido, y después viajó a Estados Unidos para aprender dirección cinematográfica en la Universidad de Nueva York.
A mediados de los años 1950 regresó a Israel para producir espectáculos teatrales en Tel Aviv. Posteriormente conoció a Roger Corman, para el que trabajó como asistente. A raíz de esa experiencia, en 1964 se unió con su primo Yoram Globus para crear una productora dirigida al mercado israelí, Noah Films. Su primer gran éxito fue el musical Kazablan (1974), protagonizado por Yehoram Gaon, que fue nominado a dos Globos de Oro en las categorías de "mejor musical" y "mejor película extranjera". Después llegaron otros títulos como Mivtsa Yonatan (Operación Relámpago) (1977), basada en la misión de rescate de rehenes israelíes en Uganda y con la que obtuvo una nominación a los Óscar, y la saga de cine adolescente Lemon Popsicle (1978), que tuvo varias secuelas.

### Desembarco en Estados Unidos
Gracias a su éxito en Israel, Golan y Globus se trasladaron a Los Ángeles (Estados Unidos) para intentar triunfar en el mercado internacional. En 1979 compraron Cannon Films por medio millón de dólares y comenzaron a desarrollar películas con fórmulas similares a las que le dieron éxito en su país. Una de sus primeras obras fue el musical The Apple (1980), dirigida por el propio Golan, que originalmente se compuso en hebreo pero se adaptó al inglés. Y en 1984 la cinta Breakin', lanzada en pleno auge del breakdance, se convirtió en su mayor éxito de taquilla con 38 millones de dólares recaudados.
Por encima de otros géneros, Golan ganó fama gracias a sus películas de acción de Serie B que, a pesar de no tener demasiada calidad, fueron rentables al ser muy similares a los éxitos de las grandes productoras. Además de recuperar a antiguas estrellas como Charles Bronson, con el que hicieron las secuelas de la saga Death Wish, Cannon lanzó a la fama a otros actores como Chuck Norris, cuyo primer éxito de taquilla con la saga Missing in Action (1984) y después participó en The Delta Force (1986), o Michael Dudikoff en la saga American Ninja (1985). Golan fue uno de los primeros productores que vendía los derechos sobre sus películas a las distribuidoras antes de que éstas comenzaran a rodarse, lo que le permitió desarrollar más trabajos que sus rivales a pesar de tener un presupuesto muy inferior.
En la misma época, Golan también apostó por ambiciosas producciones destinadas a competir en festivales internacionales como Cannes, aunque no tuvieron el éxito esperado. Su aproximación más cercana fue El tren del infierno (1986), dirigida por Andréi Konchalovski y nominada a tres Óscar. En otros casos no gozaron de la suficiente repercusión, como Love Streams (1984), Otello (1986) protagonizada por Plácido Domingo, Barfly de Charles Bukowski o la adaptación de El rey Lear de Jean-Luc Godard (1987).
Sin embargo, comenzó a tener problemas financieros en 1986, a raíz de inversiones poco rentables como la compra de Thorn EMI. Un año después, Golan se embarcó en grandes producciones que terminaron siendo un fracaso comercial. El más sonado fue Superman IV (1987), que pudieron hacer al comprar los derechos de la saga. A pesar de que se convenció a casi todo el reparto original, el presupuesto se vio reducido a la mitad en pleno rodaje y una vez estrenado recaudó menos de lo previsto. Aunque se trató de remontar la mala situación con Masters of the Universe de Dolph Lundgren o Contacto sangriento, primer papel protagonista de Jean-Claude Van Damme, Cannon entró en bancarrota en 1989 y fue comprada por Pathé. 
En 1989, Golan abandonó la compañía por sus malas relaciones con Yoram Globus y decidió montar su propio negocio 21st Century Film Corporation, desaparecida en 1996.
Golan regresó a Israel y se asentó como productor teatral y cinematográfico. En 1999 fue reconocido con el Premio Israel por su aportación a la industria audiovisual.

### Muerte
En 2014 se proyectó en el Festival de Cannes un documental sobre la vida de Golan y Globus, The Go Go Boys, que narra la historia de Cannon y todos los problemas que afrontó. El propio Menahem asistió al estreno a pesar de su ya frágil estado de salud.
Falleció el 8 de agosto de 2014 en Jaffa, a los 85 años. Mientras visitaba a unos familiares sufrió un paro cardiorrespiratorio.

## Premios y reconocimientos
Premios Óscar
| Año  | Categoría                           | Película       | Resultado |
| ---- | ----------------------------------- | -------------- | --------- |
| 1978 | Mejor película en lengua extranjera | Mivtsa Yonatan | Nominado  |